# آنجلا بنکز
آنجلا بنکز (انگلیسی: Angela Banks؛ زادهٔ ۲۳ دسامبر ۱۹۷۵) یک بازیکن فوتبال است.
وی سابقه بازی در تیم ملی بانوان انگلیس را دارد.